# Orella mitjana

Anatomia de l'orella humana:
1: Orella externa.
5: Orella mitjana: 4: Timpà, 6: Ossicles: 7: Martell, 8: Enclusa, 9: Estrep. 10: Caixa timpànica.
13: Orella interna.
Altres: 11: Os temporal, 12: Trompa d'Eustaqui.

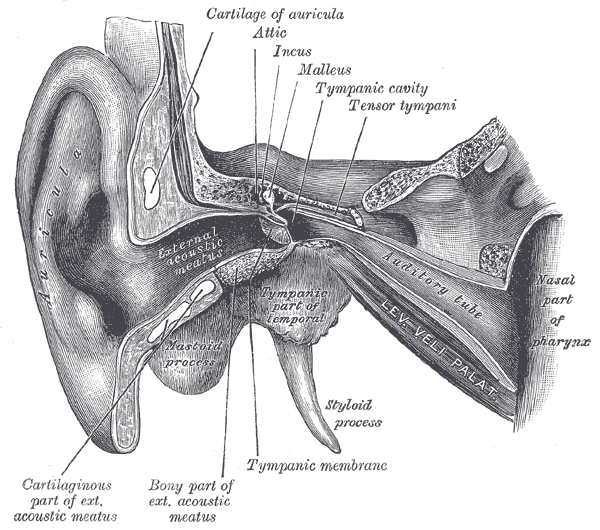
Tall anatòmic de l'orella externa i mitjana

L'orella mitjana és la part mitjana de l'orella. Externament limita amb l'orella externa i internament amb l'orella interna. És incorrecte el terme «oïda mitjana», ja que l'oïda és un sentit i no un òrgan. En els mamífers, l'orella mitjana deriva d'ossos del maxil·lar inferior en un procés que s'ha produït com a mínim tres vegades diferents al llarg de la seva història evolutiva.
Consta de: 
- Cara interna del timpà.
- Caixa timpànica, que es comunica amb la rinofaringe amb la trompa d'Eustaqui), dins la caixa hi ha els:
- Ossicles:
  - Martell.
  - Enclusa.
  - Estrep.

Té dues funcions:
- Primària: Convertir les ones de so en vibracions mecàniques, que són ampliades i transmeses a l'orella interna per mitjà dels ossicles.
- Secundària: Mantenir un equilibri de pressions entre la que hi ha al conducte auditiu extern i la que hi ha a la caixa timpànica.

Dins de la caixa timpànica és un si irregular ple d'aire, aquest element arriba des de la rinofaringe per mitjà de la tuba faríngia, i s'encarrega de donar acoblament a l'estructura intratimpànica, així com de servir de mitjà de transport de freqüències acústiques. La cavitat timpàniques està recoberta per una túnica mucosa i un epiteli escatós simple en la seva part posterior, però en l'anterior s'aprecia un epiteli columnar pseudostratificat ciliat amb abundants cèl·lules caliciformes.
La membrana timpànica o timpà és semitransparent i separa la caixa timpànica del conducte auditiu exterior. Té una estructura oval amb un diàmetre mitjà d'aproximadament 1 cm. A la membrana timpàniques se li estudien dues porcions; la pars tensis o porció estriada i la pars laxus o porció laxa. Es compon de tres capes:
- Capa intermèdia: composta per un teixit fibroconnectiu conformat en semitotalitat a la membrana timpà, composta per col·lagen a més de fibres elàstiques i fibroblasts.
- Estrat corni: és pell que recobreix la superfície exterior de la membrana timpàniques mancant de pèls i glàndules, composta per epidermis que es posa sobre una capa de teixit connectiu subepidèrmica.
- Mucosa: revesteix a la superfície interior de la capa intermèdia de teixit connectiu, amb un epiteli escatós simple.

Els ossicles són tres diminuts ossos anomenats per la seva arquitectura anatòmica amb el nom de martelus (martell), el anvilus (enclusa), el lenticulens (lenticular), i l'estribalis (estrep). L'estrep és l'os més petit del cos humà. Aquests conformen una cadena que s'estén des de la membrana timpàniques fins a la finestra ovalat. Els ossets estan formats per teixit ossi compacte i cartílag hialí. La funció dels ossets òtics i la membrana timpàniques és la transformació d'ones sonores que viatgen per mitjà de l'aire a la cavitat timpàniques a ones sòniques que viatgin per mitjà del líquid perilimfàtic de l'orella interna.
Quan les ones sonores penetren l'orella mitjà el martell colpeja l'enclusa i aquest colpeja l'estrep immediatament; després d'aquest procés el so passa per la finestra oval.
El tub faringi o trompa d'Eustaqui mesura en l'ésser humà d'edat adulta uns 4 centímetres de mitjana. Es compon d'una porció òssia i una altra cartilaginosa, té una làmina epitelial composta per epiteli rinofaringi o epiteli columnar pseudostratificat ciliat amb abundants cèl·lules caliciformes. Serveix per igualar la pressió a ambdós costats del timpà.